# 辛雄
辛雄（5世纪—534年8月28日），字世宾，陇西郡狄道县（今甘肃省定西市临洮）人，北魏大臣。

## 生平
辛雄有孝性，博览群书，通经书而好刑名。不妄交友，喜怒不形于色。初仕为奉朝请。魏宣武帝正始元年（504年），拜给事中，十年不迁职。清河王元怿为司空时，辛雄被征辟为户曹参军，管理田曹事务。元怿迁司徒时，仍为户曹参军，辛雄用心平直，尽心政事，受元怿器重。魏孝明帝时，历任尚书驾部、三公郎。辛雄为官明敏善断，朝廷每有疑议，他与公卿驳辩，他的建议多为执政者采纳，享有盛名。他曾多次奏请赏善罚恶，简选俊才。神龟二年（519年）任城王元澄弹劾御史中丞元匡大不敬，皇帝下诏免死。辛雄奏请宽宥，说：“元匡曾经侍奉过三代皇帝，他的刚正不阿的事迹，朝廷内外都知道。因此孝文帝奖赏他‘匡’这个名字。先帝既然已经在先前容忍了他，陛下您也应当在现在宽待他，如果最后贬黜了他，那么恐怕会因此而堵住了忠臣的口。”元匡得以免罪。北魏因为郎选不精，就大加淘汰，只有朱元旭、辛雄、羊深、源子恭以及祖莹等八人因为有才能而留用，其他人都被罢职送回去。孝昌元年（525年）辛雄兼司州别驾，辅助元诲督军彭城。招降萧综。转任司空长史。后来担任行台左丞跟随元彧讨山蛮，取叶城。武泰元年（528年）大都督尔朱荣入洛阳，发动河阴之变，辛雄潜伏不出。魏孝庄帝时，迁侍中、关西慰劳大使，奏请蠲免租调徭役。永安三年（530年），位至都官尚书、河南尹。太昌元年（532年），官至吏部尚书，兼侍中。
永熙三年（534年）魏孝武帝入关中，辛雄留在洛阳。永熙三年八月甲寅（534年8月28日），高欢在洛阳永宁寺召集百官，说：“为臣奉主，要解救危难，如果在朝中不诤谏，皇帝出门时不跟随，没事时争宠求荣，遇上事就自己逃窜，做臣子的气节在哪里！”辛雄说道：“主上与他宠信的近臣们谋划商量事情，我们事先都不知道。等到皇帝的乘舆西去，我们要是立即追随，恐怕行为相当于奸党；我们留下来等待大王，大王又以不追随主上来责备我们，我们进退都无法脱罪了。”高欢说：“你们备位大臣，本来应当以身报国，奸臣当权时，你们有人说过一句规劝的话吗？使国家大事一朝到现在这种地步，你们的罪责还能归到谁的身上！”说完，下令收审辛雄以及开府仪同三司叱列延庆、兼任吏部尚书崔孝芬、兼任度支尚书杨机、散骑常侍元士弼，将他们全部杀害。

## 延伸阅读
[在维基数据编辑]
 《魏書·卷77》，出自魏收《魏书》
 《北史/卷050》，出自李延壽《北史》